# Campeonato Mundial de Lucha de 1993
El XLV Campeonato Mundial de Lucha se realizó en tres sedes diferentes: la lucha grecorromana en Estocolmo (Suecia) entre el 16 y el 19 de septiembre, la lucha libre masculina en Toronto (Canadá) entre el 25 y el 28 de agosto y la lucha libre femenina en Stavern (Noruega) entre el 7 y el 8 de agosto de 1993. Fue organizado por la Federación Internacional de Luchas Asociadas (FILA) y las correspondientes federaciones nacionales de los países sedes respectivos.

## Resultados

### Lucha grecorromana masculina
| Evento | Oro                         | Plata                          | Bronce                          |
| ------ | --------------------------- | ------------------------------ | ------------------------------- |
| 48 kg  | Wilber Sánchez Amita · Cuba | Zafar Guliyev Rusia            | Sim Kwon-Ho Corea del Sur       |
| 52 kg  | Raúl Martínez Alemán · Cuba | Armen Nazarian Armenia         | Alfred Ter-Mkrtchyan · Alemania |
| 57 kg  | Agasi Manukian Armenia      | Alexandr Ignatenko Rusia       | Mikael Lindgren · Finlandia     |
| 62 kg  | Serguei Martynov Rusia      | Ender Memet · Rumania          | Juan Luis Marén Delis · Cuba    |
| 68 kg  | Islam Duguchiyev Rusia      | Kamandar Madzhidov Bielorrusia | Ghani Yalouz Francia            |
| 74 kg  | Néstor Almanza · Cuba       | Józef Tracz · Polonia          | Yvon Riemer Francia             |
| 82 kg  | Hamza Yerlikaya Turquía     | Daulet Turlyjanov · Kazajistán | Murat Kardanov Rusia            |
| 90 kg  | Gogui Koguashvili Rusia     | Maik Bullmann · Alemania       | Tenguiz Tedoradze Georgia       |
| 100 kg | Mikael Ljungberg · Suecia   | Ibraguim Shovjalov Rusia       | Andrzej Wroński · Polonia       |
| 130 kg | Alexandr Karelin Rusia      | Serghei Mureico Moldavia       | Tomas Johansson · Suecia        |

### Lucha libre masculina
| Evento | Oro                              | Plata                          | Bronce                             |
| ------ | -------------------------------- | ------------------------------ | ---------------------------------- |
| 48 kg  | Alexis Vila Perdomo · Cuba       | Vugar Orudzhov Bielorrusia     | Jung Soon-Won Corea del Sur        |
| 52 kg  | Valentin Yordanov Bulgaria       | Golamreza Mohamadi Irán        | Serguei Zambalov Rusia             |
| 57 kg  | Terry Brands Estados Unidos      | Shim Sang-Hyo Corea del Sur    | Tserenbaataryn Tsogtbayar Mongolia |
| 62 kg  | Thomas Brands Estados Unidos     | Lázaro Reynoso Martínez · Cuba | Ramil Ataulin Uzbekistán           |
| 68 kg  | Akbar Falah Irán                 | Vadim Boguiyev Rusia           | Christopher Wilson · Canadá        |
| 74 kg  | Park Jang-Soon Corea del Sur     | David Schultz Estados Unidos   | Alberto Rodríguez Hernández · Cuba |
| 82 kg  | Sebahattin Öztürk Turquía        | Saiguid Katinovasov Rusia      | Ruslan Jinchagov Uzbekistán        |
| 90 kg  | Melvin Douglas Estados Unidos    | Eldar Kurtanidze Georgia       | Majarbek Jadartsev Rusia           |
| 100 kg | Leri Jabelov Rusia               | Ali Kayalı Turquía             | Heiko Balz · Alemania              |
| 130 kg | Bruce Baumgartner Estados Unidos | Merab Valiyev · Ucrania        | Andrei Shumilin Rusia              |

1. ↑  El ganador de la medalla de oro, el iraní Abas Yadidi, dio positivo en un control antidopaje y fue descalificado por la FILA, la medalla pasó al estadounidense Melvin Douglas.[2]

### Lucha libre femenina
| Evento | Oro                              | Plata                            | Bronce                             |
| ------ | -------------------------------- | -------------------------------- | ---------------------------------- |
| 44 kg  | Shoko Yoshimura Japón            | Trine Strand · Noruega           | Tatiana Karamchakova Rusia         |
| 47 kg  | Zhong Xiue China                 | Patricia Saunders Estados Unidos | Tetei Alibekova Rusia              |
| 50 kg  | Anna Gomis Francia               | Shannon Williams Estados Unidos  | Yoshiko Endo Japón                 |
| 53 kg  | Line Johansen · Noruega          | Akemi Kawasaki Japón             | Wendy Yzaguirre González Venezuela |
| 57 kg  | Gudrun Annette Høie · Noruega    | Olga Lugo Guardia Venezuela      | Huang Ai-Chun China Taipéi         |
| 61 kg  | Nikola Hartmann-Dünser · Austria | Isabelle Dourthe Francia         | Lene Barlie · Noruega              |
| 65 kg  | Wang Chaoli China                | Elmira Kurbanova Rusia           | Janna Penny · Canadá               |
| 70 kg  | Yayoi Urano Japón                | Christine Nordhagen · Canadá     | Chen Chin-Ping China Taipéi        |
| 75 kg  | Liu Dongfeng China               | Mikiko Miyazaki Japón            | Linda Johnsen-Holmeide · Noruega   |

## Medallero
| Núm. | País           | Oro | Plata | Bronce | Total |
| ---- | -------------- | --- | ----- | ------ | ----- |
| 1    | Rusia          | 5   | 6     | 6      | 17    |
| 2    | Estados Unidos | 4   | 3     | 0      | 7     |
| 3    | Cuba           | 4   | 1     | 2      | 7     |
| 4    | China          | 3   | 0     | 0      | 3     |
| 5    | Japón          | 2   | 2     | 1      | 5     |
| 6    | Noruega        | 2   | 1     | 2      | 5     |
| 7    | Turquía        | 2   | 1     | 0      | 3     |
| 8    | Corea del Sur  | 1   | 1     | 2      | 4     |
| 8    | Francia        | 1   | 1     | 2      | 4     |
| 10   | Armenia        | 1   | 1     | 0      | 2     |
| 10   | Irán           | 1   | 1     | 0      | 2     |
| 12   | Suecia         | 1   | 0     | 1      | 2     |
| 13   | Austria        | 1   | 0     | 0      | 1     |
| 13   | Bulgaria       | 1   | 0     | 0      | 1     |
| 15   | Bielorrusia    | 0   | 2     | 0      | 2     |
| 16   | Alemania       | 0   | 1     | 2      | 3     |
| 16   | Canadá         | 0   | 1     | 2      | 3     |
| 18   | Georgia        | 0   | 1     | 1      | 2     |
| 18   | Polonia        | 0   | 1     | 1      | 2     |
| 18   | Venezuela      | 0   | 1     | 1      | 2     |
| 21   | Kazajistán     | 0   | 1     | 0      | 1     |
| 21   | Moldavia       | 0   | 1     | 0      | 1     |
| 21   | Rumania        | 0   | 1     | 0      | 1     |
| 21   | Ucrania        | 0   | 1     | 0      | 1     |
| 25   | China Taipéi   | 0   | 0     | 2      | 2     |
| 25   | Uzbekistán     | 0   | 0     | 2      | 2     |
| 27   | Finlandia      | 0   | 0     | 1      | 1     |
| 27   | Mongolia       | 0   | 0     | 1      | 1     |
|      | TOTAL          | 29  | 29    | 29     | 87    |